# Pan Feihong
Pour les articles homonymes, voir Pan.
Pan Feihong est une rameuse chinoise née le 17 juillet 1989. Elle a remporté avec Huang Wenyi la médaille de bronze du deux de couple poids légers féminin aux Jeux olympiques d'été de 2016 à Rio de Janeiro.